# Chris Henry (rugby à XV)
Pour les articles homonymes, voir Chris Henry.

a Compétitions nationales et continentales officielles uniquement.

b Matchs officiels uniquement.
Dernière mise à jour le 5 juillet 2023.
Chris Henry, né le 17 octobre 1984 à Belfast, est un joueur international irlandais de rugby à XV qui évolue au poste de troisième ligne aile. Il joue avec la province de l'Ulster durant l'intégralité de sa carrière.

## Biographie
En novembre 2018, il annonce prendre sa retraite de rugbyman professionnel avec effet immédiat.

## Statistiques internationales
Chris Henry compte un total de 24 rencontres disputées sous le maillot irlandais, dont 15 en tant que titulaire. Il inscrit vingt points, quatre essais. Il obtient sa première sélection le 26 juin 2010 face à l'Australie et sa dernière le 18 octobre 2015 contre l'Argentine.
Il participe à deux éditions du Tournoi des Six Nations en 2013 et 2014.
Il participe à une édition de la Coupe du monde, en 2015 où il joue cinq rencontres, face au Canada à la Roumanie, l'Italie, la France et l'Argentine.